# Shi-GE (中村繁之のアルバム)
『Shi-GE』は、1986年3月25日に発売された、中村繁之の初のオリジナルアルバムである。

## 概要
ジャニーズ事務所 在籍時代、唯一のオリジナルアルバムとなった。

## 収録曲
A面
1. 勝負をつけろ
2. Do ファッション（ LP Version）
3. センチメンタル0番地
4. カイショウ無いね
5. 明日に向かって撃て!

B面
1. A-HAの時代
2. Downtown Review-ホ・ホ・ホレテ-
3. 俺とBlue Bird
4. OUT!
5. エキストラ

## 発売履歴
| 発売日        | 規格 | 規格品番 | 備考 |
| ------------- | ---- | -------- | ---- |
| 1986年3月25日 | LP   | L-12574  |      |
| 1986年3月25日 | CD   | 32XL-122 |      |